# Stormfront
Stormfront или Щурмфронт е международен интернет форум за бели националисти. Има над 230 000 регистрирани потребители в целия свят.

## История
Stormfront започва като система за онлайн форум в началото на 1990 година, преди да бъде създаден като сайт през 1995 година от бившия лидер в Ку-клукс-клан и бял националистически активист Дон Блек.
През 2002 година е спрян от немския google заради отричане на холокоста.